# Oysho
Oysho — іспанський бренд та мережа магазинів спідньої білизни, який належить компанії Inditex (яка також володіє брендами Zara, Massimo Dutti, Pull & Bear, Bershka, Uterqüe, Stradivarius). Компанія заснована у 1977 році як Confecciones Noite, S.A. у Артейшо, Галісія. У 2000 році компанія змінила назву на Oysho España, та перенесла офіс до Тордера, Каталонія. Станом на жовтень 2017 року, компанія оперує 650 магазинами у 44 країнах. Найбільша кількість магазинів знаходиться у Іспанії - 190. В Україні компанія володіє мережею з 7 магазинів, які представлені у Києві, Львові, Одесі, Харкові та Дніпрі.
Бренд має 650 магазинів у понад 44 країнах світу, серед яких 190 в Іспанії.
У 2016 році бренд відкрив свій перший магазин у Джакарті, Індонезія. Магазин розташований на Plaza Indonesia.
У 2017 році Oysho організувала жіночий забіг проти раку грудей у кількох містах.
У 2019 році бренд відкрив свій перший магазин у Сінгапурі. Магазин розташований в аеропорту Джевел Чангі.

## Магазини
Кількість магазинів Oysho за країною:
| Африка - Алжир: 1 | Америка - Мексика: 46 - Колумбія: 3 - Домініканська Республіка: 2 - Гватемала: 2 - Панама: 2 - Еквадор: 1 - Гондурас: 1 | Азія - Оман: 1 | Європа - Іспанія: 177 - Росія: 68 - Італія: 41 - Португалія: 36 - Греція: 19 - Польща: 19 - Франція: 12 - Румунія: 10 - Україна: 7 - Болгарія: 6 - Кіпр: 5 - Бельгія: 3 - Сербія: 3 - Хорватія: 3 - Угорщина: 2 - Андорра: 2 - Вірменія: 1 - Азербайджан: 1 - Білорусь: 1 - Чехія: 1 - Грузія: 1 - Мальта: 1 - Чорногорія: 1 - Швеція: 1 - Швейцарія: 1 |